# IAI Harpy
L'IAI Harpy est un drone suicide construit par Israel Aerospace Industries. Destiné à l'attaque des systèmes radar ainsi qu'à la suppression des défenses aériennes ennemies (SEAD), il est équipé d'une charge explosive. Il a été vendu à plusieurs pays étrangers, dont la Corée du Sud, la Turquie, l'Inde, la Chine , le Maroc et Taiwan.

## Histoire
Plusieurs exemplaires ont été vendus par Israël à la Chine en 1994 pour environ 55 millions de dollars. En 2004, les États-Unis ont exigé qu'Israël rompe le contrat et récupère les drones, dans l'objectif de restreindre les transferts d'armes et de technologie militaire de pointe vers la Chine. Or, le Harpy ne possède aucune technologie américaine. En 2005, les drones ont été retournés à la Chine, sans avoir été mis à jour. L'incident a contribué à refroidir les relations entre Israël et les États-Unis,,.